# Socotra (gouvernement)

Topografische kaart van de districten van Socotra

De Socotra-archipel (Arabisch: أرخبيل سقطرى; ʾArḫabīl Suquṭrā ) of Soqotra is een gouvernement van Jemen. Het bestaat uit de Socotra-archipel in het Guardafuikanaal.

## Geschiedenis
Socotra maakte in de 19e eeuw deel uit van het Sultanaat Mahra. Eind 19e eeuw werd het eiland veroverd door de Britten, die het tot onderdeel maakten van het Presidentschap Bombay van Brits-Indië. In 1937 maakten de Britten het onderdeel van het Protectoraat Aden. Met de onafhankelijkheid van Zuid-Jemen in 1967 werd de archipel, ondanks de grote afstand, toegevoegd aan het gouvernement Aden. In 2004 werd het toebedeeld aan het gouvernement Hadhramaut.  In december 2013 werd het een apart gouvernement.
Tijdens de burgeroorlog in Jemen wisten de Verenigde Arabische Emiraten de macht naar zich toe te trekken op het eiland. Zij stationeerden er troepen en namen in 2018 tijdelijk de controle van de luchthaven en de zeehaven van Socotra over. Zij vergrootten daarop hun steun aan de Zuidelijke Overgangsraad, die in 2020 de macht overnam op het eiland.
Volgens geruchten tekenden de VAE en de Jemenitische premier Khaled Bahah in 2016 een contract waarbij het eiland voor 99 jaar aan de VAE zou worden geleased. President Hadi heeft het leasecontract nooit ondertekend en Bahah stelde in 2018 zelf dat hij nooit een dergelijk contract getekend heeft.

## Eilanden
De archipel bestaat uit vier grote eilanden: Socotra, Abd al Kuri, Samhah en Darsah, en drie kleine eilandjes ten noorden van de archipel.
| Eiland               | Coördinaten                   | Oppervlakte | Inwoners |
| -------------------- | ----------------------------- | ----------- | -------- |
| Socotra              | 12° 29′ NB, 53° 52′ OL        | 3796 km²    | 44.120   |
| Abd al-Kuri          | 12° 11′ NB, 52° 13′ OL        | 130,2 km²   | 450      |
| Samha                | 12° 9′ NB, 53° 3′ OL          | 39,6 km²    | 100      |
| Darsa                | 12° 7′ NB, 53° 17′ OL         | 7,5 km²     | 0        |
| Ka'l Fir'awn (noord) | 12° 26′ 26″ NB, 52° 8′ 17″ OL | 0,17 km²    | 0        |
| Ka'l Fir'awn (zuid)  | 12° 26′ 14″ NB, 52° 8′ 2″ OL  | 0,12 km²    | 0        |
| Sabuniya             | 12° 38′ 12″ NB, 53° 9′ 27″ OL | 0,05 km²    | 0        |

## Districten
Het gouvernement Socotra is verdeeld in 2 districten. Deze districten zijn verder onderverdeeld in subdistricten en deze weer in dorpen:
- District Hadiboh: de oostelijke twee derde van het eiland Socotra
- District Qalansya wa Abd al-Kuri: het westelijke derde deel van het eiland Socotra en de overige eilanden en rotsen